# Cuphocarpus
Cuphocarpus là chi thực vật có hoa trong họ Araliaceae.